# Sankt Savas kyrka, Siokovac
Sankt Savas kyrka (serbiska: Црква Светог Саве/Crkva Svetog Save) är en serbisk-ortodox kyrkobyggnad belägen i byn Siokovac i staden Jagodina i distriktet Pomoravlje i Serbien.
Kyrkan är helgad åt det serbiska helgonet Sankt Sava, som var Serbisk-ortodoxa kyrkans grundare och dess första ärkebiskop. Den tillhör Šumadija stift.

## Historia
1937 fattade Serbisk-ortodoxa kyrkans dåvarande patriark, Varnava, ett beslut att Sankt Savas kyrka skulle samtidigt vara en minneskyrka för Aleksandar I Karađorđević.
Sankt Savas kyrka byggdes under 1938, som en kopia av Lazaricakyrkan i staden Kruševac i Serbien.
Gudstjänsterna startade 1942 och kyrkan invigdes 1959.

## Inventarier
Inne i kyrkans långhus finns plattor gjorda av marmor på väggarna som är ristade med gyllene serbiska kyrilliska bokstäver med information om bland annat kyrkans byggande under kung Peter II Karađorđevićs styre.

## Bilder

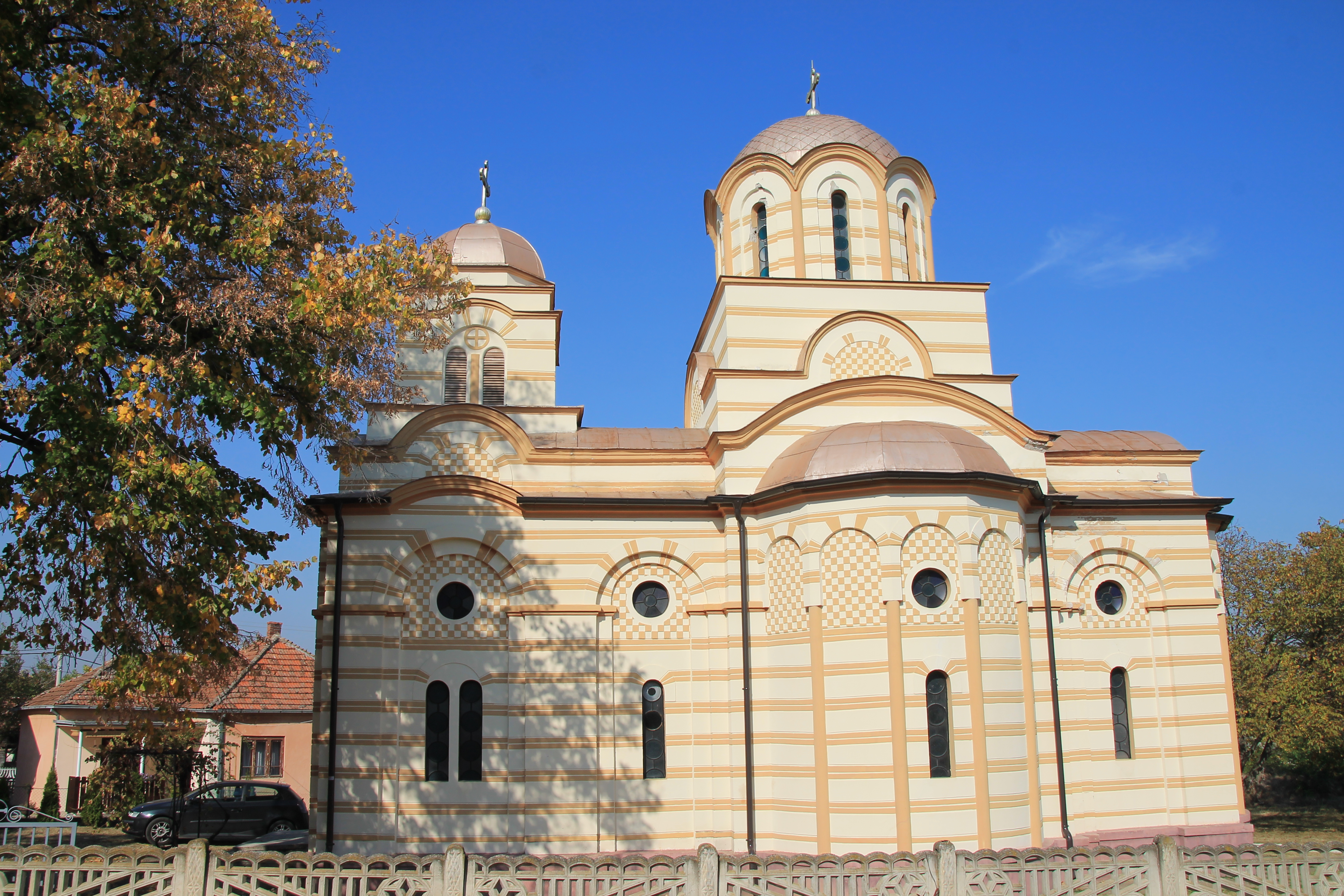
Kyrkan från sidan.